# Alficòs
L'alficòs o anficòs (Cucumis flexuosus) és el fruit llarguer, cilíndric, solcat i en pepònide, comestible d'una planta de la família de les cucurbitàcies.
L'alficòs no és un cogombre sinó una varietat de meló, també conegut com a meló serp. El seu cultiu es troba en recessió al nostre territori.